# Peigne (tissage)
 (février 2015).
Si vous disposez d'ouvrages ou d'articles de référence ou si vous connaissez des sites web de qualité traitant du thème abordé ici, merci de compléter l'article en donnant les références utiles à sa vérifiabilité et en les liant à la section « Notes et références ».
Pour les articles homonymes, voir Peigne (homonymie).

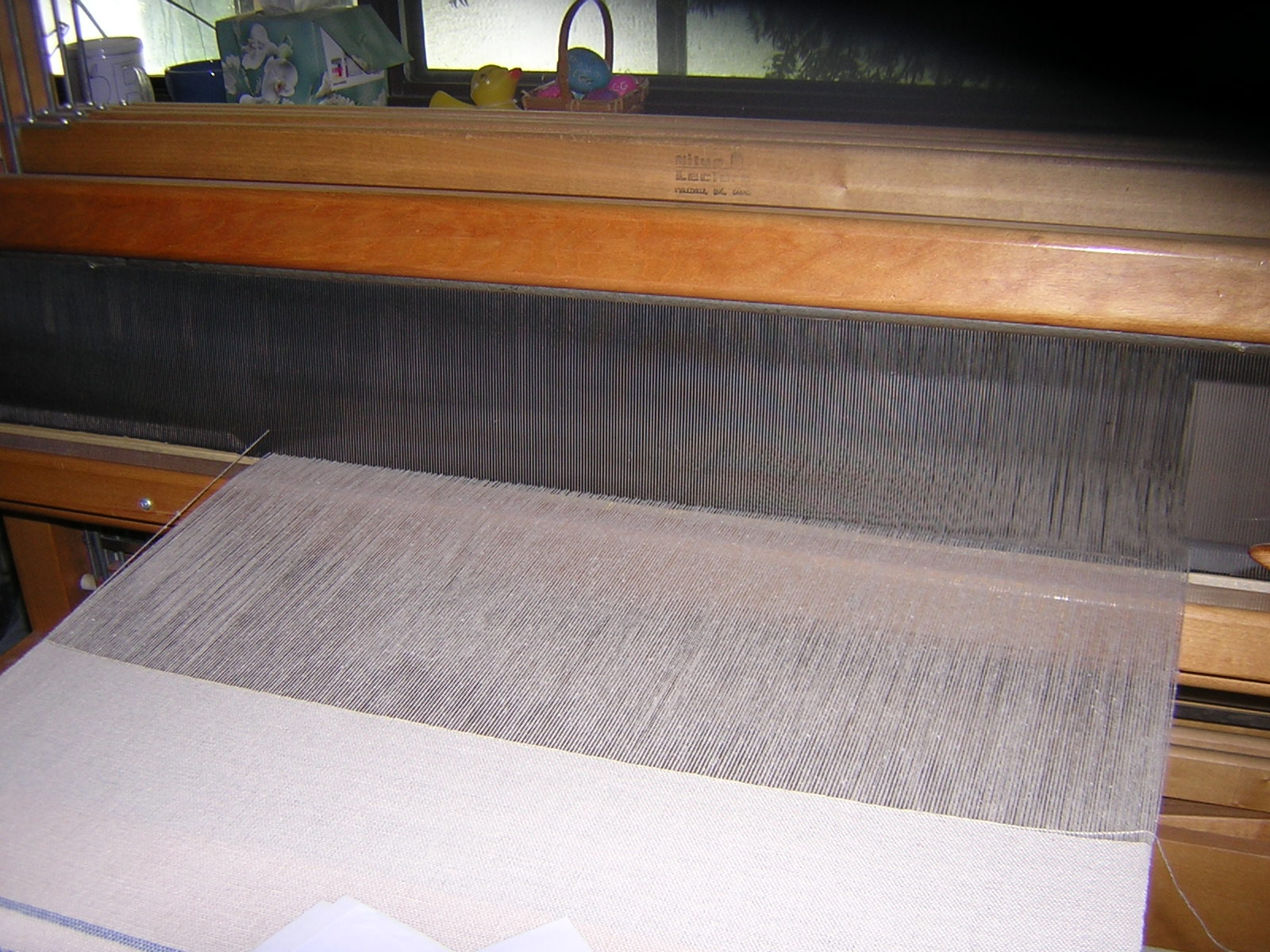
Fils passant entre les dents d'un peigne.

Le peigne d'un métier à tisser est un élément ressemblant à un grand peigne à cheveux et permettant la distribution des fils de chaîne et le tassage du fil de trame après chaque passage de navette. Il est intégré au battant et constitué d'un cadre portant une série de fins câbles tendus.

## Histoire
Le peigne était fait autrefois et selon les pays, de roseau, canne ou bambou puis fut remplacé par des fils de métal.
Ce serait John Kay, qui, en 1738, aurait utilisé le premier des câbles d'acier et de cuivre, l'idée étant rapidement adoptée. Auparavant les cannes étaient découpées à l'aide d'un mandrin avec des lames équidistantes : les morceaux ainsi obtenus étaient ensuite fixés de la même manière que les câbles métalliques le furent par la suite. 
Les derniers fabricants de peignes de tissage français ont disparu dans les années 2000, après la crise causée par Septembre 2001. Il s'agissait de :
- Burcklé, dans l'est qui était leader mondial des peignes de tissage, et a été racheté par Picanol, fabricant de métiers à tisser. La jeune génération d'héritiers n'ayant pas eu les compétences nécessaires à son maintien comme société indépendante. L'activité s'est ensuite terminée en 2019.
- Lhenry, dirigé par deux frères jusque dans les années 2000, également racheté par Picanol
- Linotex, dirigé par Monsieur Linossier qui avait trouvé un procédé innovant pour fabriquer les peignes de métiers jet d'air a déposé le bilan
- Lestienne, dans le nord, racheté par Laurent Klotz en 2000, qui est devenu Apollinaire Technologie, équipementier aéronautique dans le domaine des matériaux composites après avoir cédé symboliquement ses activités de roseleur en 2002 à Debruyne (Belgique)
Quelques fabricants européens se sont alors partagé le marché comme la société Zanfrini en Italie.

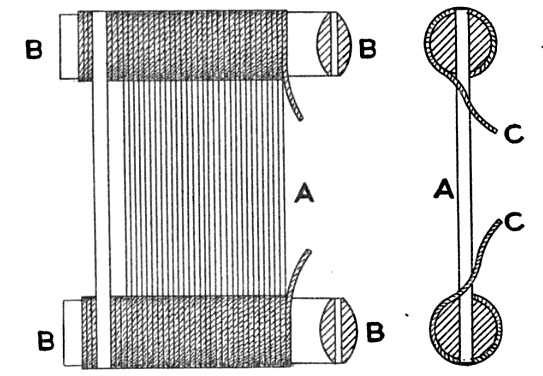
A. Fils ou « dents »
B. Armature en bois maintenant les fils
C. Cordes de coton permettant de maintenir les dents.